# لیک آلمنور پنینسولا (کالیفرنیا)
لیک آلمنور پنینسولا (به انگلیسی: Lake Almanor Peninsula) یک منطقهٔ مسکونی در ایالات متحده آمریکا است که در شهرستان پلوماس، کالیفرنیا واقع شده‌است. لیک آلمنور پنینسولا ۷٫۸۶۳ کیلومتر مربع مساحت و ۳۵۶ نفر جمعیت دارد.